# Torpgölen
Torpgölen är en mindre våtmark, tidigare sjö i Västerviks kommun i Småland och ingår i Storån-Botorpsströmmens kustområde.